# Lee Tae-sung
Lee Sung-deok (hangul: 이성덕, RR: Yi Seong-deok) más conocido como Lee Tae-sung (hangul: 이태성, hanja: 李太成, RR: Yi Tae-seong, japonés: イ･テソン), es un actor y cantante surcoreano.

## Biografía
Es hijo de Park Young-hye, su hermano menor es el cantante Song Yu-bin (성유빈) del grupo "BOB4".
Tae-sung jugó béisbol para el equipo "Playboys".
El 29 de octubre del 2013 inició su servicio militar obligatorio, el cual finalizó el 28 de julio del 2015.
Comenzó a salir con una mujer no famosa y siete años mayor que él. En abril del 2012 la pareja registró su matrimonio así como el nacimiento de su hijo, pero la ceremonia fue realizada hasta marzo del 2013. Sin embargo después de finalizar su servicio militar se divorciaron, citando las razones como conflictos de personalidad y problemas de comunicación.

## Carrera
Fue miembro de la agencia "Glory MK Entertainment". En 2015 firmó con la agencia "THE Queen AMC".
El 14 de julio del 2007 se unió al elenco de la serie Two Outs in the Ninth Inning donde interpretó a Kim Jung-joo, un talentoso lanzador de béisbol que tiene como objetivo jugar en las grandes ligas estadounidenses.
En julio del mismo año se unió al elenco recurrente de la serie Time Between Dog and Wolf donde dio vida a Bae Sang-shik, un supervisor del grupo "Spider/Geomi".
El 14 de febrero del 2009 se unió al elenco principal de la serie Romance Zero donde interpretó a Kim Woo-jin, es un arrogante casamentero de parejas top hasta que comete un error y es degradado y obligado a unirse al grupo "Team Zero" conocido por tener miembros que han fallado en emparejar a parejas, hasta el final de la serie el 23 de mayo del mismo año.
El 1 de septiembre del 2010 se unió al elenco principal de la serie Playful Kiss donde dio vida a Bong Joon-gu, un joven que ha estado enamorado de Oh Ha-ni (Jung So-min) por un tiempo, sin embargo ella no siente lo mismo, hasta el final de la serie en octubre del mismo año.
El 16 de julio del 2011 se unió al elenco principal de la serie Bravo, My Love! (también conocida como "Hooray for Love") donde interpretó a Byun Dong-woo, un inteligente abogado que termina enamorándose de Kang Jae-mi (Lee Bo-young), hasta el final de la serie el 29 de enero del 2012.
El 21 de marzo del 2012 se unió al elenco principal de la serie Rooftop Prince donde dio vida al inteligente y despiadado Yong Tae-mu, el primo de Yong Tae-yong (Park Yoo-chun) y el amante secreto de Hong Se-na (Jeong Yu-mi), quien recurre a cualquier medio necesario para obtener lo que quiere, hasta el final de la serie en mayo del mismo año.
En abril del 2013 se unió al elenco principal de la serie I Summon You, Gold! (también conocida como "Pots of Gold") donde interpretó a Park Hyun-joon, un hombre que ha llevado una buena vida sin fallar a su familia ni una sola vez, pero que entra en conflicto con su hermano Park Hyun-soo (Yeon Jung-hoon) cuando comienza la lucha por la herencia familiar, hasta el final de la serie el 22 de septiembre del mismo año.
El 27 de enero del 2017 apareció como personaje principal de la película 26 Years Diary donde dio vida a Lee Su-hyun, un joven que viaja a Japón para estudiar y ahí conoce a la joven cantante Yuri (Maki Onaga) de quien se enamora. La película es una película biográfica que cuenta la historia de la vida y muerte de Lee Su-hyon.
En septiembre del mismo año se unió al elenco recurrente de la serie My Golden Life donde interpretó a Seo Ji-tae, el hermano mayor de Seo Ji-an (Shin Hye-sun), Seo Ji-soo (Seo Eun-soo) y Seo Ji-ho (Shin Hyun-soo), hasta el final de la serie el 11 de marzo del 2018.
En mayo del 2018 se unió al elenco recurrente de la serie Miss Hammurabi donde dio vida al apuesto e ingenioso Min Yong-joon.
El 25 de abril del 2020 se unió al elenco de la serie When My Love Blooms (también conocida como "The Most Beautiful Moment in Life") donde interpretó a Joo Young-woo, un hombre quien ha estado enamorado de Yoon Ji-soo (Lee Bo-young) desde hace mucho tiempo, sin embargo ella no siente lo mismo.

## Filmografía

### Series de televisión
| Año     | Título                                      | Personaje                      | Notas                        | Ref.   |
| ------- | ------------------------------------------- | ------------------------------ | ---------------------------- | ------ |
| 2003    | Go Mom Go!                                  | -                              |                              |        |
| 2007    | Several Questions That Make Us Happy        | Jung Wook                      | 2 episodios                  |        |
| 2007    | Two Outs in the Ninth Inning                | Kim Jung-joo                   |                              |        |
| 2007    | Time Between Dog and Wolf                   | Bae Sang-shik                  |                              |        |
| 2008    | Terroir                                     | Park Dan-byul                  |                              |        |
| 2009    | Romance Zero                                | Kim Woo-jin                    | 16 episodios                 |        |
| 2009    | Enjoy Life                                  | Jang Yoo-jin                   | 133 episodios                |        |
| 2010    | Drama Special Season 1: The Woman Next Door | Byung Hoon                     | 1 episodio                   |        |
| 2010    | Playful Kiss                                | Bong Joon-gu                   | 16 episodios                 |        |
| 2011    | Pianissimo                                  | Ki Da-rim                      | 8 episodios                  |        |
| 2011-12 | Bravo, My Love!                             | Byun Dong-woo                  | 57 episodios                 |        |
| 2012    | Rooftop Prince                              | Yong Tae-mu / Príncipe Muchang | 20 episodios                 |        |
| 2013    | I Summon You, Gold! (Pots of Gold)          | Park Hyun-joon                 | 50 episodios                 |        |
| 2015    | Mom                                         | Kim Gang-jae                   | 50 episodios                 |        |
| 2017-18 | My Golden Life                              | Seo Ji-tae                     |                              |        |
| 2018    | Miss Hammurabi                              | Min Yong-joon                  |                              |        |
| 2019    | The Golden Garden                           | Choi Joon-ki                   | 60 episodios                 | [ 15 ] |
| 2020    | When My Love Blooms                         | Joo Young-woo                  |                              |        |
| 2021    | Penthouse: War In Life 3                    | Fiscal                         | Aparición especial, ep 11-12 |        |
| 2022    | Ghost Doctor                                | Jang Min-ho                    |                              |        |
| 2022-23 | Three Bold Siblings                         | Cha Yun-ho                     |                              | [ 16 ] |
| 2024    | Good Partner                                | Choi Jin-hyuk                  | Aparición especial, ep 15    | [ 17 ] |

### Películas
| Año  | Título                                | Personaje          | Notas                                                                                             |
| ---- | ------------------------------------- | ------------------ | ------------------------------------------------------------------------------------------------- |
| 2004 | Superstar Mr. Gam (Mr. Gam's Victory) | -                  | junto a Lee Beom-soo, Yoon Jin-seo, Ryu Seung-soo, Lee Hyeok-jae, Gong Yoo y Ha Jung-woo          |
| 2005 | Blossom Again                         | Lee Seok / Lee Soo | junto a Kim Jung-eun, Kim Young-jae, Jung Yu-mi y Lee Haeng-seok                                  |
| 2006 | Gangster High                         | Kim Jae-gu         | junto a Jung Kyung-ho, Jang Hee-jin, Cho Jin-woong, Kim Hye-seong, Kim Ye-ryeong y Lee Haeng-seok |
| 2007 | 26 Years Diary (Anata wo Wasurenai)   | Lee Su-hyun        | junto a Maki Onaga, Takatoshi Kaneko, Naoto Takenaka, Jung Dong-hwan y Hong Kyung-min             |
| 2010 | Sooni, Where are You (Sera & Lami)    | Kwang Soo          | junto a Park Hae-mi, Shin Yi, Ahn Seok-cheon, y Han Chul-woo                                      |

### Aparición en programas de variedades
| Año             | Título                                                             | Notas                                                                              |
| --------------- | ------------------------------------------------------------------ | ---------------------------------------------------------------------------------- |
| 2010            | it city 일본에서 놀자                                              |                                                                                    |
| 2010            | School Variety 100 Points Out of 100 (Oh! My School)               | invitado                                                                           |
| 2012            | Dugeun Dugeun Heundeullyeo                                         | invitado                                                                           |
| 2012            | We Got Married: Pit-a-Pat Shake                                    | junto a Han Seung-yeon                                                             |
| 2012            | Show King                                                          | (ep. #10) - invitado                                                               |
| 2012            | I'm Real 이태성, 호주 케언즈 가다                                  |                                                                                    |
| 2012            | Music&Lyrics 2 (그 여자 작사 그 남자 작곡 시즌2)                   | junto a Lee Joo-yeon                                                               |
| 2016            | King of Mask Singer                                                | (ep. #47) - participó como "Want To Fly Flying Boy"                                |
| 2016            | Real Men: Navy NCO special                                         | miembro                                                                            |
| 2016            | Immortal Songs: Singing the Legend (불후의 명곡 - 전설을 노래하다) |                                                                                    |
| 2018            | Happy Together                                                     | (ep. #524) - invitado                                                              |
| 2016, 2019      | Radio Star                                                         | 2 episodios - (ep. #460, 631) - invitado                                           |
| 2020 - presente | My Little Old Boy (Mom's Diary - My Ugly Duckling)                 | (ep. #184-) - miembro - (junto a su madre Park Young-hye y su hermano Song Yu-bin) |

### Presentador
| Año  | Evento    | Notas                               |
| ---- | --------- | ----------------------------------- |
| 2011 | K-Pop CON | (ep. #1) - intérprete y presentador |

### Musicales
| Año  | Título       | Personaje | Notas |
| ---- | ------------ | --------- | ----- |
| 2017 | The Underdog | -         |       |

### Anuncios
| Año  | Título                      | Notas |
| ---- | --------------------------- | ----- |
| 2013 | 해양경찰청 긴급신고전화 122 |       |
| -    | Hite Cass                   |       |

### Aparición en videos musicales
| Año  | Intérprete (es) | Canción           | Notas |
| ---- | --------------- | ----------------- | ----- |
| 2008 | MC the Max      | "Thorn Fish"      |       |
| 2008 | MC the Max      | "So Sick"         |       |
| 2009 | Park Sang-min   | "When I Miss You" |       |
| 2010 | Gavy NJ ft. MJ  | "Sunny Side"      |       |
| 2012 | BOB4            | "Mystery Girl"    |       |

## Discografía

### Singles
| Año  | Título                                                        | Álbum                         | Notas |
| ---- | ------------------------------------------------------------- | ----------------------------- | ----- |
| 2009 | Like The First Time (처음처럼)                                | OST de "Romance Zero"         |       |
| 2010 | Talking To Myself (혼잣말)                                    | OST de "Playful Kiss"         |       |
| 2011 | I Want To Be The Only Man For You (너에게 만은 남자이고 싶다) | OST especial de "City Hunter" |       |

### Álbum
| Año  | Título                                  | Notas |
| ---- | --------------------------------------- | ----- |
| 2005 | 성익 - 온리 원 (피처링)                 |       |
| 2007 | When A Man Is In Love (남자가 사랑할때) |       |

## Premios y nominaciones
| Año  | Categoría                                        | Premio                                      | Trabajo           | Resultado |
| ---- | ------------------------------------------------ | ------------------------------------------- | ----------------- | --------- |
| 2019 | Excellence Award, Actor in a Weekend/Daily Drama | MBC Drama Award                             | The Golden Garden | Nominado  |
| 2012 | Special Acting Award, Actor in a Drama Special   | SBS Drama Award                             | Rooftop Prince    | Nominado  |
| 2011 | Best Actor                                       | 19th Korean Culture and Entertainment Award | Bravo, My Love!   | Ganó      |
| 2011 | 포토제닉상 탤런트부문                            | 제12회 대한민국영상대전                     | Bravo, My Love!   | Ganó      |
| 2011 | 뉴스타상                                         | 제6회 아시아모델상                          | -                 | Ganó      |
| 2010 | Best New Actor                                   | MBC Drama Award                             | Playful Kiss      | Ganó      |
| 2010 | Best New Actor                                   | MBC Drama Award                             | Enjoy Life        | Ganó      |
| 2009 | 연기자부문 베스트드레서상                        | 제4회 앙드레김 베스트 스타 어워드           | -                 | Ganó      |
| 2007 | Best New Actor                                   | 8th Busan Film Critics Award                | Gangster High     | Ganó      |
| 2006 | Best New Actor (Film)                            | 42nd Baeksang Arts Award                    | Blossom Again     | Nominado  |
| 2005 | Best New Actor                                   | 제4회 대한민국 영화대상                     | Blossom Again     | Nominado  |
| 2005 | Best New Actor                                   | 26th Blue Dragon Film Award                 | Blossom Again     | Nominado  |